# Katedrála Panny Marie Karmelské
Katedrála Panny Marie Karmelské (portugalsky: Igreja de Nossa Senhora do Monte do Carmo) je římskokatolický karmelitský kostel v rokokovém stylu ve brazilském městě Rio de Janeiro. Kostel sloužil v letech 1808 až 1976 jako sídelní katedrála arcibiskupa z Rio de Janeiro. Od roku 1976 je tato katedrála zasvěcená Panně Marii známá jako Stará katedrála, jelikož od toho roku ve funkci sídelní katedrály slouží nová Katedrála svatého Šebestiána v Riu de Janeiro.
Během 19. století katedrála nacházejí se naproti císařskému paláci, sloužila jako kaple královské a posléze císařské rodiny. Proto byla také místem konání událostí spojených s královskou a později císařskou rodinou:
- Pohřeb královny Marie (1816)
- Svatba prince regenta a pozdějšího císaře Pedra I. a jeho první ženy Leopoldiny (1817)
- Proklamace krále Jana (1818)
- Korunovace císaře Pedra I. (1822)
- Svatba císaře Pedra I. a jeho druhé ženy Amálie (1817)
- Korunovace císaře Pedra II. (1841)
- Svatba císaře Pedra II. a jeho ženy Terezy Kristíny (1843)
- Svatba princezny Isabely a Gastona Orleánského (1864)